# November 2008
Dit artikel geeft een chronologisch overzicht van belangrijke gebeurtenissen per dag in de maand november van het jaar 2008.

## Gebeurtenissen

### 1 november
- Bij een gezamenlijke patrouille van Afghaanse en Nederlandse militairen raakt hun Bushmaster, een pantservoertuig dat personen vervoert, zwaar beschadigd als deze in de omgeving van Chora op een bermbom rijdt.
- Colombiaanse militairen doden op grote schaal onschuldige burgers. Die worden vervolgens aan hun superieuren gepresenteerd als gedode guerrillastrijders om te ‘scoren’, aldus de hoge commissaris voor de Mensenrechten, Navanethem Pillay.
- Zeker vijfhonderd Koerden demonstreren in Den Haag tegen de gevangenschap van de Koerdische leider Abdullah Öcalan. De demonstranten verzamelen op het Malieveld en gaan in een stoet door het centrum van de stad richting het Vredespaleis.
- In Johannesburg komen enkele duizenden partijleden bijeen die zich willen afsplitsen van de Zuid-Afrikaanse regeringspartij ANC. Zij zijn het oneens met partijleider Jacob Zuma, die vorige maand president Thabo Mbeki tot voortijdig aftreden dwong.
- Een vrouw van 99 jaar wordt verkracht door een 35-jarige man in Brussel. De geestelijk gestoorde dader wordt op heterdaad betrapt.

### 2 november
- In het oosten van centraal Frankrijk worden honderden huizen ontruimd wegens overstromingen veroorzaakt door hevige regenval. Rivieren treden buiten hun oevers. De snelweg A6 tussen Parijs en Lyon moet uren dicht.
- De presidenten van de voormalige Sovjetrepublieken Armenië en Azerbeidzjan willen "een vreedzame oplossing" voor het conflict over de bergachtige regio Nagorno-Karabach. Dat moet gebeuren op basis van "bindende internationale garanties", stellen beide leiders in een gezamenlijke verklaring.
- Paula Radcliffe wint voor de derde keer de marathon van New York. De Britse wereldrecordhoudster loopt de klassieke afstand van iets meer dan 42 kilometer in (officieus) 2 uur, 23 minuten en 55 seconden.
- Lewis Hamilton wint de wereldtitel in de Formule 1 dankzij een vijfde plek in de Grand Prix van Brazilië. Felipe Massa wint de race en eindigt als tweede in het eindklassement.
- Tientallen NEC-supporters keren zich na de gewonnen wedstrijd tegen Sparta Rotterdam tegen de politie. Op Rotterdam Centraal loopt het uit de hand.

### 3 november
- Duitsland daagt Italië voor het Internationaal Gerechtshof in Den Haag. Berlijn is verbolgen dat de hoogste Italiaanse rechtbank vorige maand bepaalde dat Duitsland 1 miljoen euro moet betalen aan de nabestaanden van een massaslachting tijdens de Tweede Wereldoorlog.
- Op Guantanamo Bay wordt de Jemeniet Ali Hamza Ahmed Sulayman al-Bahlul, een voormalige lijfwacht van al-Qaeda-leider Osama bin Laden, schuldig bevonden aan samenzwering met al-Qaeda, aanzetten tot moord en steun aan terrorisme.
- De voormalige Nigeriaanse president Olusegun Obasanjo gaat namens de Verenigde Naties proberen de crisis in het oosten van de Democratische Republiek Congo te bezweren.
- De botten die onlangs zijn aangetroffen in Californië blijken van de vermiste miljardair en avonturier Steve Fossett te zijn. DNA-testen hebben dat bevestigd, meldt de politie.

### 4 november
- Barack Obama wint de Amerikaanse presidentsverkiezingen van 2008 en zal op 20 januari 2009 worden ingehuldigd als de 44e president van de Verenigde Staten.
- In de omgeving van de Oost-Congolese stad Goma breken opnieuw gevechten uit tussen het rebellenleger van Laurent Nkunda en regeringsgezinde Hutu-milities. Er worden verkrachtingen en oorlogsmisdaden gemeld, en een groot aantal mensen slaat op de vlucht.
- Bij een vliegtuigongeluk in Mexico-Stad komen veertien mensen om het leven, onder wie minister van binnenlandse zaken Juan Camilo Mouriño.
- Na zes maanden komt er alweer een einde aan het homohuwelijk in Californië. Kiezers stemmen in met een verbod.

### 5 november
- De Belgische overheid verleent voor 240 miljard euro aan staatsgaranties voor de bank-verzekeraars Fortis en Dexia.
- Spanje wijst de asielaanvraag af van Omar bin Laden, zoon van de gezochte Al-Qaidaleider Osama bin Laden.
- In het oosten van de Democratische Republiek Congo ontstaat een nieuwe stroom vluchtelingen na twee dagen van gevechten tussen regeringsleger en opstandelingen in Kiwanja. De vluchtende burgers vrezen een oplaaien van de strijd na een staakt-het-vuren dat de rebellen een week geleden hadden afgekondigd.
- Een trein komt op een overweg bij Bergen op Zoom in botsing met een vrachtwagen.
- De Federatie Nederlandse Levensmiddelen Industrie (FNLI) roept Verkade uit tot Merk van het Jaar 2008.

### 6 november
- Een motie van wantrouwen tegen minister Ella Vogelaar (Wonen) krijgt onvoldoende steun van de Tweede Kamer. Aanleiding is de peperdure ombouw van de klassieke oceaanstomer SS Rotterdam in een congres- en hotelschip door woningcorporatie Woonbron.
- De Ierse kustwacht doet de grootste drugsvangst uit de Ierse geschiedenis. Ten zuidwesten van het eiland is een jacht met meer dan anderhalve ton cocaïne aan boord onderschept. De drugs hadden een straatwaarde van ongeveer 500 miljoen euro.
- In Nairobi beginnen besprekingen die een einde moeten maken aan het opnieuw opgelaaide geweld in Oost-Congo.
- Nederlandse première van Quantum of Solace, de 22e James Bondfilm.
- In Malmö wordt de sport- en evenementenhal Malmö Arena geopend.

### 7 november
- In het Groningse Garsthuizen vindt een lichte aardbeving plaats met een kracht van 2,2 op de schaal van Richter. Vorige week was er in dit gebied een beving van 3,2 op de schaal van Richter. Volgens het KNMI gaat het niet om een naschok.
- De Afrikaanse leiders die in Nairobi bijeenkomen, eisen een onmiddellijk staakt-het-vuren in de Democratische Republiek Congo.
- Het Nederlandse kabinet besluit om een vordering van de provincie Noord-Holland, 22 gemeenten en een waterschap op IJsland te vernietigen, zo maakt minister Wouter Bos (Financiën) bekend.
- De Nederlandse ijshockeyers behalen een belangrijke zege in het pre-olympisch kwalificatietoernooi in Estland. Door de 4-1 overwinning op Spanje houdt Oranje zicht op deelname aan de Olympische Winterspelen 2010 van.

### 8 november
- De parlementsverkiezingen in Nieuw-Zeeland worden gewonnen door de oppositiepartij National Party, geleid door John Key.
- Meer dan twintig mensen komen om het leven en ruim twintig raken gewond bij een ongeluk aan boord van een Russische kernonderzeeër in de Japanse Zee.
- Mieczyslaw Rakowski, de laatste communistische premier van Polen, overlijdt op 81-jarige leeftijd.
- De drie mannen die zijn veroordeeld voor hun aandeel in de aanslagen op Bali in 2002, zijn geëxecuteerd. Dat heeft een woordvoerder van de procureur-generaal zaterdag (Nederlandse tijd) op een persconferentie bevestigd.
- Met zijn tiende nationale titel neemt judoka Mark Huizinga definitief afscheid van de wedstrijdsport. In de finale van de klasse tot 90 kg weet hij Jeffrey Meeuwsen binnen enkele seconden te verslaan.

### 9 november
- In de Arnhemse wijk Klarendal worden twee zwaargewonde verdachten van een schietpartij uit een flat van een Arnhemse gehaald. De ongedeerde bewoonster is aangehouden.
- De Zimbabwaanse oppositieleider Morgan Tsvangirai waarschuwt dat zeker één miljoen mensen in zijn land de hongerdood kunnen sterven. Zimbabwe kampt met een grote voedselschaarste en een onstuitbare inflatie.
- De olympische droom van de Nederlandse ijshockeyers is voorbij. In het pre-olympisch kwalificatietoernooi in Narva verliest de ploeg van bondscoach Tommie Hartogs het laatste groepsduel met 2-7 van Kazachstan.
- Orkaan Paloma zwakt boven Cuba af tot een tropische storm. De orkaan kwam een dag eerder aan op het eiland met windsnelheden tot bijna 200 kilometer per uur na eerst over de Kaaimaneilanden te zijn geraasd.

### 10 november
- Het Nederlandse kabinet en enkele universiteiten steken de komende vier jaar 56,5 miljoen euro in "uitdagend onderwijs" aan excellente studenten in de bachelorfase. Het gaat om de Hanzehogeschool Groningen, de Radboud Universiteit Nijmegen, de Universiteit Maastricht, de Universiteit Utrecht en het samenwerkingsverband Vrije Universiteit/Universiteit van Amsterdam.
- Een vliegtuig van maatschappij Ryanair maakt in Italië een noodlanding na een incident met een zwerm vogels.
- Onder druk van de Nederlandse Antillen voert integratieminister Ella Vogelaar (PvdA) toch geen aparte databank voor Antilliaanse en Arubaanse probleemjongeren in.
- De KNVB verkiest Johannesburg als verblijfplaats van het Nederlands voetbalelftal bij het WK voetbal 2010 in Zuid-Afrika.

### 11 november
- Het rapport van de commissie Beel over de Greet Hofmans-affaire wordt na 52 jaar gepubliceerd in het boek Juliana & Bernhard van de historicus Cees Fasseur.
- Op wapenstilstandsdag herdenken verscheidene Europese landen het einde van de Eerste Wereldoorlog, negentig jaar geleden. In Engeland wonen drie van de laatste vier overgebleven Engelse oud-strijders de herdenkingen bij (de vierde overgebleven oud-strijder woont in Australië). De Franse president Nicolas Sarkozy en de Britse prins Charles herdenken de oorlog op buitengewone wijze op het Ossuaire van Douaumont.
- De Eerste Kamer stemt in met wetgeving die een officieel bel-me-niet-register regelt. Mensen die niet gediend zijn van telefonische verkooppraatjes kunnen daar een einde aan maken door zich aan te melden bij het register.

### 12 november
- Na 95 jaar wordt Vliegbasis Soesterberg, de bakermat van de militaire luchtvaart in Nederland, gesloten voor de luchtmacht. De militaire vliegtuigen en gevechtshelikopters zijn verhuisd naar Vliegbasis Gilze-Rijen.
- De Tweede Kamer eist excuses van Hero Brinkman. Een Kamermeerheid vindt dat de PVV'er moet terugkomen op insinuaties dat bewindspersonen zich schuldig maken aan belangenverstrengeling door te investeren in vastgoed op de Nederlandse Antillen.
- In de strijd tegen terrorisme mag de Duitse politie voortaan via het internet stiekem computers van particulieren doorzoeken. Het Duitse parlement neemt een omstreden wet aan die de bevoegdheden van de federale recherche BKA fors uitbreidt.
- Cambodja en Thailand presenteren een akkoord dat een einde moet maken aan de hoog opgelopen ruzie over een historische hindoetempel. De buurlanden hebben afgesproken dat ze mijnen zullen opruimen die in de omgeving van het tempelcomplex van Preah Vihear liggen.

### 13 november
- Nederlands minister voor Wonen, Wijken en Integratie Ella Vogelaar kondigt haar aftreden aan nadat de partijleiding van haar eigen PvdA heeft verklaard geen vertrouwen in haar functioneren meer te hebben. De volgende dag wordt partijgenoot Eberhard van der Laan als haar opvolger benoemd.
- Via een amateurarcheoloog met een metaaldetector zijn in een kuil in een maïsveld bij Maastricht 109 munten ontdekt uit de eerste eeuw voor Christus. Deze Keltische muntschat heeft grote wetenschappelijke en cultuurhistorische betekenis.
- Er wordt bekendgemaakt dat de Ruimtetelescoop Hubble de eerste directe beelden van exoplaneten heeft gemaakt. Fomalhaut b, rondom de ster Fomalhaut, en drie planeten rondom de ster HR 8799.

### 14 november
- Een Indiase sonde stort volgens plan neer op de maan. Tot het moment van neerstorten stuurt de sonde beelden van het oppervlak naar de aarde. De missie begon op 22 oktober met de lancering van het ruimtevaartuig Chandrayaan-1 door de ruimtevaartorganisatie ISRO.
- Japan investeert 2 miljard dollar (1,56 miljard euro) in een fonds van de Wereldbank om noodlijdende banken in kleine ontwikkelingslanden kapitaal te verschaffen.
- Het kantoor van de speciaal gezant van de Europese Unie in Kosovo wordt getroffen door een aanslag. De aanval in de hoofdstad Pristina komt een maand voor het geplande begin van de Europese Eulex-missie in Kosovo.
- De Russische president Dmitri Medvedev spreekt samen met zijn Franse ambtsgenoot Nicolas Sarkozy af om het arsenaal raketten in Europa voorlopig niet verder uit te breiden.

### 15 november
- De grenzen voor Roemeense en Bulgaarse werknemers blijft voorlopig dicht. Minister Piet Hein Donner (Sociale Zaken) besluit dat Roemenen en Bulgaren vanaf 1 januari nog steeds een werkvergunning nodig hebben om in Nederland te kunnen werken.
- In het westen van Burkina Faso vallen zeker 66 doden en dertig gewonden door een frontale botsing tussen een bus en een vrachtwagen.
- Door een explosie in een kolenmijn in het zuidwesten van Roemenië komen acht kompels om het leven. De ontploffing gebeurt op een diepte van 950 meter in een mijn in Petrila.
- De 42-jarige Cem Özdemir is de nieuwe partijvoorzitter van de Groenen. Het is voor het eerst dat een Duitse partij een leider van Turkse afkomst kiest.
- Tussen de 550 en 750 klanten van de Kaupthing Bank betogen in Brussel voor terugbetaling van hun spaargeld op de failliete bank.
- Waarnemers die namens de Europese Unie toezicht houden op het staakt-het-vuren in Georgië worden onder vuur genomen tijdens een onderzoek naar de moord op een agent. Het incident doet zich voor nabij de afvallige regio Abchazië.

### 16 november
- Bij een grote gezamenlijke verkeerscontrole rond de Amsterdam Arena innen politie en belastingdienst circa 92.000 euro aan openstaande boetes.
- In twee treinstellen bij het station in Nuth breekt een grote brand uit. Het gaat om twee op een zijspoor geparkeerde slooptreinen.
- Het Amerikaanse ruimteveer Endeavour wordt met succes gekoppeld aan het internationale ruimtestation ISS.
- Het Indonesische eiland Sulawesi wordt getroffen door twee zware aardbevingen. De eerste beving had een kracht van 7,7 op de schaal van Richter, aldus het Indonesische meteorologische agentschap. Een tweede beving even later in hetzelfde gebied heeft een kracht van 6,0.
- In het zuiden van de Amerikaanse staat Californië dwingen natuurbranden 30.000 mensen om hun huizen te verlaten.
- De oud-president van Taiwan, Chen Shui-ban, wordt op de vijfde dag van zijn hongerstaking in het ziekenhuis opgenomen.

### 17 november
- In het Zuid-Franse plaatsje Cauterets wordt de leider van de militaire tak van de Baskische afscheidingsbeweging ETA opgepakt.
- Op deze datum is het precies twintig jaar geleden dat Nederland als eerste land buiten de Verenigde Staten werd aangesloten op het NSFnet, een voorloper van het huidige internet.
- Japans minister van Economische Zaken Kaoru Yosano maakt bekend dat de Japanse economie voor het tweede achtereenvolgende kwartaal is gekrompen, hetgeen betekent dat het Oost-Aziatische land officieel in recessie verkeert.

### 18 november
- De gemeenteraad van Maastricht stemt in met het verplaatsen van coffeeshops uit de binnenstad naar drie zogenoemde coffeecorners aan de randen van de gemeente.
- De Voedsel en Waren Autoriteit legt zeven rebellerende cafés in Den Bosch een boete op wegens overtreding van het rookverbod.
- Nu het Internationaal Hof van Justitie in Den Haag zich bevoegd heeft verklaard om de genocide-aanklacht van Kroatië tegen Servië te behandelen, dient Servië eenzelfde aanklacht tegen Kroatië in.
- Onder een Turks badhuis in de Hongaarse hoofdstad Boedapest wordt een uniek, ondergronds, thermaal meer ontdekt. Een van de speleologen die het water ontdekten zegt dat dit "de grootste actieve, met water gevulde grot ter wereld is". Het meer ligt in een ondergrondse kamer van 86 bij 27 meter en is 15 meter hoog.
- Muziekrecensenten roepen het Koninklijk Concertgebouworkest uit tot het beste orkest ter wereld. Het gezelschap uit Amsterdam staat op de eerste plaats van een lijst met de beste twintig orkesten die het Britse klassieke muziekblad Gramophone bekendmaakt.

### 19 november
- Volgens een onderzoek van het Duits-Nederlands Grenspark Maas-Swalm-Nette is er in het grensgebied tussen Nationaal Park De Meinweg bij Roermond en het Reichswald bij Kleve plaats voor achthonderd edelherten.
- De gemeente Rotterdam gaat een maximum stellen aan het aantal wagens op een woonwagencentrum. Binnen enkele jaren mag een kamp uit niet meer dan vijftien wagens bestaan.
- Een storing in de zendmast van Smilde veroorzaakt uitval van FM-zenders in Noord-Nederland.
- VN-militairen raken slaags in het oosten van de Democratische Republiek Congo met leden van de Mai Mai-militie. Deze organisatie, die het leger van Congo steunt, zou het vuur hebben geopend op twee pantservoertuigen van MONUC, de VN-vredesmissie in de door oorlog getroffen regio.
- De NOS wordt bekroond om zijn initiatieven op het gebied van nieuwe media. De omroep krijgt de ABN Amro New Media Award.

### 20 november
- De Veiligheidsraad van de Verenigde Naties besluit unaniem sancties in te stellen tegen piraten, wapensmokkelaars en onruststokers in Somalië, in een nieuwe poging een eind te maken aan de wetteloosheid in het Oost-Afrikaanse land.
- Een Amerikaanse federale rechter gelast de vrijlating van vijf Algerijnen. Ze zaten al zeven jaar onwettig gevangen in het Amerikaanse detentiecentrum Guantánamo Bay op Cuba.
- Voor de SuperSmoker mag toch reclame worden gemaakt. Dat is het resultaat van een overleg tussen het ministerie van Volksgezondheid en de producenten van de elektronische sigaret.
- Archeologen vinden in de Griekse regio Thessalië de restanten van een 6500 jaar oude boerennederzetting. De vondst bestaat uit ruïnes van huizen van hout en ongebakken klei, aardewerken vazen, ovens en stenen gebruiksvoorwerpen.

### 21 november
- Nederlands minister van Financiën Wouter Bos maakt in een persconferentie bekend dat zijn voorganger Gerrit Zalm (VVD) de topman van de combinatie Fortis Bank-ABN AMRO wordt.
- Op de wiettop in Almere kondigt de burgemeester van Eindhoven, Rob van Gijzel, aan een stadswietkwekerij te beginnen voor de levering van softdrugs aan coffeeshops in die stad. Amsterdam gaat echter 43 coffeeshops sluiten omdat ze in de nabijheid van middelbare scholen liggen. De Vlaamse volksvertegenwoordiger Johan Sauwens kondigt meteen een Belgische wiettop aan van (grens-)gemeenten die te lijden hebben onder de overlast.

### 22 november
- De Panamese rivier Caldera overstroomt, vooral het bergdorp Boquete raakt ernstig beschadigd. Er vallen geen doden.
- Zeker tien mensen komen om na de uitbarsting van de vulkaan Nevado del Huila in het zuidwesten van Colombia.
- In Amsterdam kantelt een goederentrein in de buurt van het Centraal Station. De trein, die kalk vervoert, ontspoort op het rangeerterrein. Het gaat in totaal om negen wagons.
- De voormalige Amerikaanse president Jimmy Carter en oud-secretaris-generaal Kofi Annan van de Verenigde Naties zeggen een bezoek aan Zimbabwe af, omdat ze het land niet in mogen.
- Een voormalige politiechef in Argentinië, die gezocht werd voor mensenrechtenschendingen, schiet zich voor de camera met een pistool door het hoofd tijdens een vraaggesprek met een Argentijns tv-station. Het gaat om de 63-jarige Mario Ferreya.

### 23 november
- Het vliegveld Zaventem bij Brussel schrapt een twintigtal vluchten vanwege zware sneeuwval.
- Een voormalige bondgenote van president Micheil Saakasjvili en voormalig voorzitter van het parlement, Nino Boerdzjanadze, lanceert een nieuwe oppositiepartij in Georgië.
- Het Spaanse tennisteam wint voor de derde keer de Davis Cup. In Mar del Plata verliest het thuis spelende Argentinië de finale met 3-1.
- De politie houdt ruim veertig supporters van FC Groningen aan rond het duel tegen Willem II.
- In Israël worden acht mannen veroordeeld voor een serie neonazistische aanvallen. De groep, die vorig jaar werd opgerold, had het gemunt op religieuze joden, drugsverslaafden en immigranten.
- Een groot deel van Nederland is bedekt met een witte laag. Alleen het noorden en noordoosten van het land moeten het zonder sneeuw stellen.

### 24 november
- Een jury in Dallas in de Verenigde Staten verklaart de leiders van een islamitische liefdadigheidsinstelling schuldig aan het steunen van een terroristische organisatie. De Heilige Landstichting sluisde meer dan 12 miljoen dollar naar de Palestijnse radicale Hamasbeweging.
- Het Openbaar Ministerie eist voor de rechtbank in Utrecht tegen een 37-jarige vrouw dertig maanden cel. Ze zou kokend vet over haar slapende partner hebben gegoten.
- Overstromingen en modderlawines kosten in het zuiden van Brazilië aan minstens 45 mensen het leven. Veertien personen worden vermist en zijn mogelijk ook omgekomen.
- De Vlaamse omroepen VRT en VTM ontvangen een dvd waarop drie gemaskerde en gewapende mannen dreigen met aanslagen tegen België. Aanleiding voor het dreigement is dat Belgische militairen en F16-gevechtsvliegtuigen sinds kort meevechten tegen de Taliban in Afghanistan.

### 25 november
- De Oostenrijkse politica Susanne Winter van de uiterst rechtse FPÖ moet voor de rechter verschijnen wegens beledigende uitspraken over de islam.
- Bulgarije verliest 220 miljoen euro Europese steun omdat het Oost-Europese land te weinig doet tegen fraude en corruptie. Het is voor het eerst dat de Europese Commissie om deze reden gereserveerd subsidiegeld terugstort in de EU-kas.
- De W.F. Hermans-collectie van onderzoeker Rob Delvigne brengt op een veiling bij het Haarlemse veilinghuis Bubb Kuyper ruim 25 000 euro op. Het hoogtepunt vormt het scenario van Als twee druppels water (de film gebaseerd op De donkere kamer van Damocles) dat voor 10 000 euro naar een particuliere telefonische bieder gaat.
- Ruim 3 procent van de jongeren van de eerste twee klassen van het voortgezet onderwijs gaan dwangmatig om met internet. Het gaat om ongeveer 13.000 jongeren in de leeftijd van dertien tot veertien jaar die internetverslaafd kunnen worden genoemd. Dat blijkt uit de Monitor Internet en Jongeren van onderzoeksinstituut IVO.

### 26 november
- In de Indiase stad Mumbai vinden gelijktijdig tien terroristische aanslagen plaats. Zo'n 175 mensen worden daarbij gedood en meer dan 200 gewond. De aanslagen worden onder andere uitgevoerd in het spoorwegstation Chhatrapati Shivaji Terminus en in de grote vijfsterrenhotels Oberoi Trident en Taj Mahal Palace & Tower.
- Op de website boevenvangen.nl staan vanaf vandaag alle in Nederland gezochte criminelen van wie een foto of compositietekening beschikbaar is.
- Nederland neemt 1,3 miljard euro over van de totale schuldenlast die de Nederlandse Antillen hebben opgebouwd. Ook wordt ongeveer 210 miljoen euro gestoken in het wegnemen van de betalingsachterstanden.
- De Thaise premier Somchai Wongsawat verwerpt het idee van de legerleider om nieuwe verkiezingen te houden. Hij zegt dat in een televisietoespraak tot de natie.

### 27 november
- Lelystad pompt 2 miljoen euro in de IJsselmeerziekenhuizen in Lelystad en Emmeloord om een doorstart door de MC Groep van Loek Winter mogelijk te maken.
- De 115-jarige Edna Parker uit de Amerikaanse staat Indiana overlijdt. Ze is jarenlang de oudste persoon ter wereld.
- Feyenoord is in groep H van het toernooi om de UEFA Cup uitgeschakeld. De ploeg van trainer Gertjan Verbeek verliest in Spanje van Deportivo La Coruña ook de derde groepswedstrijd met forse cijfers.
- ABN Amro bereikt met de vakbonden een akkoord over verlenging van de huidige cao. Werknemers bij de bank krijgen een structurele loonsverhoging van 3,5 procent.
- Truckbouwer DAF legt de productie langer stil wegens tegenvallende verkoopcijfers.

### 28 november
- Duizenden mensen gaan onder meer in Colombia, Spanje en Frankrijk de straat op om de vrijlating te eisen van de gijzelaars van de Colombiaanse rebellengroep FARC. De mars in Madrid wordt aangevoerd door Íngrid Betancourt, die vijf maanden geleden gered werd uit handen van de guerrillastrijders.
- Franse bergingsploegen lokaliseren in de Middellandse Zee bij Perpignan de zwarte dozen van de Airbus A320 die daar tijdens een testvlucht is neergestort. Het toestel van Air New Zealand had bij een onderhoudscentrum in Perpignan een controlebeurt ondergaan.
- De Russische president Dmitri Medvedev brengt aan het einde van zijn rondreis door Latijns-Amerika een bezoek aan de Cubaanse leider Fidel Castro.
- Groot-Brittannië belooft werk te gaan maken van het opruimen van mijnen op de Falkland-eilanden.
- Een medewerker van de Amerikaanse supermarktketen Wal-Mart komt in New York om het leven als een grote mensenmenigte een winkel binnendringt en hem overloopt.

### 29 november
- Bij de in november gehouden waterschapsverkiezingen in Nederland heeft de dit jaar opgerichte organisatie Water Natuurlijk de meeste zetels in de besturen van de waterschappen behaald. De opkomst voor deze verkiezingen, die voor het eerst met kieslijsten werkten, was circa 24%.
- De Iraakse autoriteiten treffen de dode lichamen van 33 mensen aan in ondiepe graven ten noorden van de Iraakse hoofdstad Bagdad. Volgens de politie hebben leden van al-Qaeda de mensen om het leven gebracht.
- Voor de achtste week op rij gaan in IJsland duizenden mensen de straat op om te protesteren tegen de gevolgen van de financiële crisis, die het eiland hard getroffen heeft.
- Een witte truffel wordt op een internationale veiling verkocht voor bijna 160 000 euro. De delicatesse wordt gekocht door Stanley Ho, een casinomagnaat uit Hongkong, die vorig jaar ook al ruim 260 000 euro neertelde voor een iets grotere witte truffel.
- In Nederland worden 8,6 miljoen pinbetalingen gedaan. Vorig jaar op zaterdag 1 december werd er 7,9 miljoen keer gepind.

### 30 november
- Het gebruik en bezit van cannabis blijft stafbaar in Zwitserland. De Zwitsers wijzen per referendum in meerderheid een voorstel af om hasj te legaliseren.
- Aanhangers van de oppositiepartij Volksalliantie voor Democratie (PAD) raken in Bangkok gewond door een ontplofte granaat.
- De Amerikaanse spaceshuttle Endeavour keert veilig terug op aarde. Het ruimteveer is ongeveer twee weken in de ruimte bij het internationale ruimtestation ISS geweest.
- De oppositie wint de parlementsverkiezingen in Roemenië, waar de opkomst zeer laag is.
- De Chinese president Hu Jintao waarschuwt dat de Chinese economie weleens minder hard kan groeien door de internationale onrust op de financiële markten.
- Door onlusten in de Nigeriaanse stad Jos komen zeker 367 mensen om het leven. De rellen tussen christenen en moslims worden door het leger de kop ingedrukt.

← · januari · februari · maart · april · mei · juni · juli · augustus · september · oktober · november · december ·  →